# Itahari
Itahari (Nepali इटहरी, Iṭaharī) ist eine Stadt in Nepal im Distrikt Sunsari, der zur Provinz Koshi gehört.
Die Stadt liegt im östlichen Terai Nepals an der Kreuzung der Haupthandelsrouten im östlichen Nepal (Mahendra Rajmarg und Koshi Rajmarg) rund 230 km südöstlich der Hauptstadt Kathmandu. Die Grenzen der Stadt liegen nicht weit von denen des benachbarten Dharan entfernt.
Im Rahmen der Gemeindereform 2014 wurden die Village Development Committees (VDCs) Ekamba, Hansaposa, Khanar und Pakali eingemeindet. Das Stadtgebiet von Itahari wuchs dadurch auf 93,73 km². Itahari besitzt seitdem das Stadtrecht 2. Ordnung.

## Einwohner
Bei einer Volkszählung 2011 wurden 74.501 Einwohner (in 18.270 Haushalten, davon 35.439 männlich) gezählt. Mit den 2014 neu hinzugekommenen VDCs betrug die Einwohnerzahl 140.517 (davon 66.566 männlich) in 33.794 Haushalten.